# Ехуновский, Семён Васильевич
Семён Васильевич Ехуновский (1772 — не ранее 1835) — русский военный деятель, Георгиевский кавалер.

## Биография
Родился в 1772 году, происходил из дворян Полтавской губернии.
В 1791 году стал кадетом Морского шляхетского корпуса, в 1793 году — гардемарин, в 1796 — мичман.
В 1804 году — лейтенант, с 1829 года — капитан.
Был награждён 1 декабря 1835 года орденом Св. Георгия 4-й степени, за выслугу лет; также имел орден Св. Владимира 4-й степени.
Женился на дочери чиновника 9 класс Елене Трофимовне Медведевой. Их дети: Козьма (1798—?), Прохор (28.07.1804—?), Александр (22.08.1824—?).
Род был внесён в 3-ю часть дворянской родословной книги Казанской губернии по определению Казанского дворянского депутатского собрания от 3 мая 1837 года и утверждён указом Герольдии от 6 июля 1843 года.